# Bovik, Södermanland
Bovik är en sjö i Södertälje kommun i Södermanland som ligger på en isolerad ö i havet. Sjön har en area på 0,246 kvadratkilometer och ligger 1,2 meter över havet. Bovik ligger i Kålsö Natura 2000-område.

## Delavrinningsområde
Bovik ingår i det delavrinningsområde (653577-160675) som SMHI kallar för Rinner till Fifångsdjupet. Medelhöjden är 12 meter över havet och ytan är 4,52 kvadratkilometer. Det finns inga avrinningsområden uppströms utan avrinningsområdet är högsta punkten. Avrinningsområdets utflöde mynnar i havet, utan att ha någon enskild mynningsplats.